# Гросхеннерсдорф
Гросхеннерсдорф (нем. Großhennersdorf) — бывшая коммуна в немецкой федеральной земле Саксония. С 1 января 2011 года входит в состав города Хернхут.
Подчиняется административному округу Дрезден. Входит в состав района Гёрлиц. Население составляет 1489 человека (на 31 декабря 2010 года). Занимает площадь 21,94 км². Официальный код  —  14 2 86 110.
Коммуна подразделялась на 5 сельских округов.